# Вурдијада
Вурдијада је назив за културну, гастрономско-туристичку и комерцијалну манифестацију која се сваке јесени одржава у Бабушници. Манифестација се одржава сваке године почев од 2012. године.  На овој манифестацији мештани из Лужничке котлине и околине излажу Вурду (чисту, са паприком, са печуркама или са другим комбинацијама) и млечне производе домаће производње као и друге производе (зимницу, пецива, сухомеснате производе, чварке, спржу...). Сваке године се награђују најуспешнији и најоргиналнији излагачи.
Вурда је традиционални и специфични производ од млека који се производи у Лужници (околини Бабушнице) и пиротском крају. 
Захваљујући "Вурдијади" многи кулинари и гастрономи су чули за овај производ и први пут посетили Бабушницу, а производња и продаја Вурде је повећана. Сада се Вурда може наћи на многим трпезама како у Лужничком крају тако и у Нишу и широм Србије, а однедавно и у Бугарској.

По "Вурди" је Бабушница препознатљива тако да је, од 6. априла 2023.године, решењем Завода за интелектуалну својину Србије Вурда  добила ознаку географског порекла као "Лужничка вурда". Од добијања решења у општини Бабушница се надају да ће се повећати сточни фонд и повећати производња и продаја вурде. 

## Вурдијада 2023. године
- Штандови
- Један од штандова са Вурдом
- Разни производи од Вурде
- Производи од Вурде
- Остале ђаконије
- Остали излагачи "Бонбонџија"